# Premjer-Liga 2019 (Kasachstan)
Die Premjer-Liga 2019 war die 28. Spielzeit der höchsten kasachischen Spielklasse im Fußball der Männer. Sie begann am 9. März und endete am 10. November.

## Modus
Die zwölf Mannschaften spielten jeweils dreimal gegeneinander und alsolvierten dabei 33 Saisonspiele. Der Meister qualifizierte sich für die UEFA Champions League, der Zweite, Dritte und der Pokalsieger für die UEFA Europa League.
Die beiden letzten Vereine stiegen direkt ab, der Drittletzte musste in die Relegation.

## Vereine
| Verein                 | Stadion                          | Kapazität |
| ---------------------- | -------------------------------- | --------- |
| FK Qairat Almaty       | Zentralstadion Almaty            | 23.804    |
| FK Aqtöbe              | Zentralstadion Aqtöbe            | 13.105    |
| FK Astana              | Astana Arena                     | 30.000    |
| FK Atyrau              | Munaischy-Stadion                | 08.690    |
| Schetissu Taldyqorghan | Schetissu-Stadion                | 05.500    |
| Ertis Pawlodar         | Zentralstadion Pawlodar          | 15.000    |
| Schachtjor Qaraghandy  | Schachtjor-Stadion               | 19.000    |
| Oqschetpes Kökschetau  | Torpedo-Stadion                  | 10.000    |
| Tobyl Qostanai         | Zentralstadion Qostanai          | 08.320    |
| Qaisar Qysylorda       | Gany Muratbajew-Stadion          | 07.000    |
| Ordabassy Schymkent    | Kaschimukan-Munaitpassow-Stadion | 20.000    |
| FK Taras               | Zentralstadion Taras             | 12.525    |

## Abschlusstabelle
| Pl. | Verein                    | Sp. | S  | U | N  | Tore    | Diff. | Punkte |
| --- | ------------------------- | --- | -- | - | -- | ------- | ----- | ------ |
| 1.  | FK Astana (M)             | 33  | 22 | 3 | 8  | 067:280 | +39   | 69     |
| 2.  | FK Qairat Almaty (P)      | 33  | 22 | 2 | 9  | 065:320 | +33   | 68     |
| 3.  | Ordabassy Schymkent       | 33  | 19 | 8 | 6  | 052:240 | +28   | 65     |
| 4.  | Tobyl Qostanai            | 33  | 19 | 6 | 8  | 045:270 | +18   | 63     |
| 5.  | Schetissu Taldyqorghan    | 33  | 16 | 8 | 9  | 045:250 | +20   | 56     |
| 6.  | Qaisar Qysylorda          | 33  | 12 | 6 | 15 | 037:430 | −6    | 42     |
| 7.  | Oqschetpes Kökschetau (N) | 33  | 11 | 7 | 15 | 044:490 | −5    | 40     |
| 8.  | Ertis Pawlodar            | 33  | 11 | 4 | 18 | 030:450 | −15   | 37     |
| 9.  | Schachtjor Qaraghandy     | 33  | 9  | 8 | 16 | 040:470 | −7    | 35     |
| 10. | FK Taras (N)              | 33  | 7  | 8 | 18 | 028:600 | −32   | 29     |
| 11. | FK Atyrau                 | 33  | 6  | 8 | 19 | 025:580 | −33   | 26     |
| 12. | FK Aqtöbe 1               | 33  | 7  | 6 | 20 | 035:750 | −40   | 15     |

Platzierungskriterien: 1. Punkte – 2. Tordifferenz – 3. Siege – 4. geschossene Tore – 5. Direkter Vergleich (Punkte, Tordifferenz, geschossene Tore) 
| (M) | amtierender Meister                |
| (P) | amtierender Pokal-Sieger 2018      |
| (N) | Neuaufsteiger der Ersten Liga 2018 |

### Kreuztabelle
Die Kreuztabelle stellt die Ergebnisse dieser Saison dar. Die Heimmannschaft ist in der linken Spalte, die Gastmannschaft in der oberen Zeile aufgelistet.
| Spiele 1–22            | FK Astana | FK Qairat Almaty | Ordabassy Schymkent | Tobyl Qostanai | Schetissu Taldyqorghan | Qaisar Qysylorda | Oqschetpes Kökschetau | Ertis Pawlodar | Schachtjor Qaraghandy | FK Taras | FK Atyrau | FK Aqtöbe |
| ---------------------- | --------- | ---------------- | ------------------- | -------------- | ---------------------- | ---------------- | --------------------- | -------------- | --------------------- | -------- | --------- | --------- |
| FK Astana              |           | 0:2              | 2:1                 | 2:1            | 1:0                    | 4:1              | 2:1                   | 0:1            | 1:2                   | 4:0      | 3:1       | 4:1       |
| FK Qairat Almaty       | 0:1       |                  | 0:1                 | 0:1            | 0:0                    | 5:1              | 4:1                   | 2:1            | 2:1                   | 2:0      | 2:0       | 3:0       |
| Ordabassy Schymkent    | 3:2       | 0:0              |                     | 0:0            | 1:0                    | 1:2              | 3:0                   | 1:0            | 3:0                   | 3:0      | 1:1       | 1:0       |
| Tobyl Qostanai         | 0:2       | 3:5              | 1:1                 |                | 0:0                    | 0:2              | 2:0                   | 3:0            | 2:0                   | 4:1      | 3:0       | 2:1       |
| Schetissu Taldyqorghan | 0:2       | 3:0              | 1:1                 | 0:1            |                        | 1:0              | 5:1                   | 4:0            | 2:0                   | 1:0      | 0:0       | 1:1       |
| Qaisar Qysylorda       | 0:0       | 2:1              | 0:0                 | 5:1            | 0:1                    |                  | 0:1                   | 2:0            | 2:2                   | 1:1      | 0:1       | 0:1       |
| Oqschetpes Kökschetau  | 1:1       | 1:2              | 0:0                 | 1:2            | 0:1                    | 1:2              |                       | 1:0            | 2:2                   | 3:1      | 3:0       | 4:0       |
| Ertis Pawlodar         | 0:4       | 0:2              | 0:2                 | 0:2            | 0:3                    | 0:1              | 2:1                   |                | 0:0                   | 2:0      | 1:0       | 0:1       |
| Schachtjor Qaraghandy  | 0:1       | 1:2              | 1:2                 | 0:1            | 2:0                    | 0:1              | 1:0                   | 4:0            |                       | 1:0      | 1:1       | 3:0       |
| FK Taras               | 2:0       | 0:1              | 1:0                 | 0:1            | 2:0                    | 1:2              | 2:6                   | 0:0            | 1:2                   |          | 2:0       | 1:1       |
| FK Atyrau              | 0:3       | 2:1              | 1:0                 | 0:1            | 2:1                    | 1:3              | 1:2                   | 1:3            | 0:0                   | 1:1      |           | 1:1       |
| FK Aqtöbe              | 2:3       | 1:3              | 0:3                 | 0:1            | 1:2                    | 1:3              | 0:2                   | 2:1            | 2:2                   | 2:3      | 2:0       |           |

| Spiele 23–33           | FK Astana | FK Qairat Almaty | Ordabassy Schymkent | Tobyl Qostanai | Schetissu Taldyqorghan | Qaisar Qysylorda | Oqschetpes Kökschetau | Ertis Pawlodar | Schachtjor Qaraghandy | FK Taras | FK Atyrau | FK Aqtöbe |
| ---------------------- | --------- | ---------------- | ------------------- | -------------- | ---------------------- | ---------------- | --------------------- | -------------- | --------------------- | -------- | --------- | --------- |
| FK Astana              |           | 3:1              | –                   | –              | –                      | 3:0              | –                     | 0:2            | 2:1                   | 5:0      | –         | 5:0       |
| FK Qairat Almaty       | –         |                  | 4:1                 | 2:0            | 4:1                    | –                | 0:1                   | –              | –                     | –        | 2:1       | 6:0       |
| Ordabassy Schymkent    | 1:1       | –                |                     | –              | –                      | 0:2              | –                     | 2:0            | 3:2                   | 3:0      | –         | 4:1       |
| Tobyl Qostanai         | 0:1       | –                | 1:2                 |                | 0:0                    | –                | 1:0                   | –              | –                     | –        | 2:0       | 2:1       |
| Schetissu Taldyqorghan | 2:1       | –                | 0:1                 | –              |                        | –                | –                     | 2:1            | 3:2                   | 0:0      | –         | 5:0       |
| Qaisar Qysylorda       | –         | 0:1              | –                   | 1:1            | 0:2                    |                  | 1:1                   | –              | –                     | –        | 0:1       | 1:3       |
| Oqschetpes Kökschetau  | 0:1       | –                | 0:4                 | –              | 1:1                    | –                |                       | 1:0            | –                     | 2:3      | –         | –         |
| Ertis Pawlodar         | –         | 5:0              | –                   | 0:0            | –                      | 2:1              | –                     |                | 4:2                   | 1:0      | –         | –         |
| Schachtjor Qaraghandy  | –         | 0:4              | –                   | 0:1            | –                      | 3:0              | 2:2                   | –              |                       | –        | 0:1       | –         |
| FK Taras               | –         | 0:2              | –                   | 0:5            | –                      | 2:1              | –                     | –              | 0:0                   |          | 2:2       | –         |
| FK Atyrau              | 1:4       | –                | 1:3                 | –              | 0:3                    | –                | 2:2                   | 0:3            | –                     | –        |           | –         |
| FK Aqtöbe              | –         | –                | –                   | –              | –                      | –                | 1:2                   | 1:1            | 3:2                   | 2:2      | 3:2       |           |

### Relegation
Die beiden Relegationsspiele zwischen dem Zehnten der Premjer-Liga und dem Dritten der 1. Liga wurden am 15. und 18. November 2019 ausgetragen.
| Datum                 |                | Ergebnis |                | Tore |
| --------------------- | -------------- | -------- | -------------- | --- |
| 15.11.2019, 10:00 Uhr | Aqschajyq Oral | 0:0      | FK Taras       | |
| 18.11.2019, 10:00 Uhr | FK Taras       | 3:1      | Aqschajyq Oral | 1:0 Samat Särsenow (9.), 2:0 Absal Taubay (14.), 3:0 Absal Taubay (26.), 3:1 Aleksandar Simčević (28. Eigentor) |
| Gesamt:               | Aqschajyq Oral | 1:3      | FK Taras       | |

## Torschützenliste
| Pl. | Name                    | Team                   | Tore |
| --- | ----------------------- | ---------------------- | ---- |
| 01. | Aderinsola Eseola       | FK Qairat Almaty       | 19   |
| 01. | Marin Tomasov           | FK Astana              | 19   |
| 03. | Márton Eppel            | FK Qairat Almaty       | 16   |
| 03. | Abat Ajymbetow          | FK Aqtöbe              | 16   |
| 05. | João Paulo              | Ordabassy Schymkent    | 15   |
| 06. | Tigran Barseghjan       | Qaisar Qysylorda       | 12   |
| 07. | Asat Nurgalijew         | Tobyl Qostanai         | 10   |
| 08. | Kule Mbombo             | Qaisar Qysylorda       | 9    |
| 08. | Martin Toschew          | Schetissu Taldyqorghan | 9    |
| 10. | Toqtar Schanghylyschbai | Ordabassy Schymkent    | 8    |
| 10. | Elgudscha Lobdschanidse | FK Taras               | 8    |
| 10. | Serge Nyuiadzi          | FK Taras               | 8    |